# تفاوت‌های جنسیتی در خودشیفتگی
در مطالعات جنسیتی، تحلیل تفاوت‌های جنسیتی در خودشیفتگی نشان می‌دهد که خودشیفتگی مردانه و خودشیفتگی زنانه از جنبه‌های مختلفی متفاوت است.
تعدادی از مطالعات پیشین (در مقیاس‌های کوچکتر) سوگیری را گزارش کردند. نشانه دیگری برای این روند، یافته‌ای در سال ۲۰۰۸ بود که نشان می‌داد اختلال شخصیت خودشیفته مادام‌العمر در مردان (۷٫۷ درصد) بیشتر از زنان (۴٫۸ درصد) است.